# عش النحل
عش النحل هو نوع من أنواع المعجنات ولكن هذا النوع لا يضع بداخله البيض أو في تكوينه لأن البيض يسبب الحساسية عند بعض الناس ولهذا تم وصف هذا العجينة وتكون مرنة جدا وطعمها رائع المذاق وتعد من العجائن الشهية و السهلة الصنع.

## المقادير
- دقيق حسب الحاجة
- كوب من الماء
- نصف كوب من الزيت
- علبة زبادى "حليب"
- معلقة كبيرة من الخميرة
- معلقة  سكر
- معلقة ملح
- جبنة مثلثات أو كيرى
- معلقة صغيرة باكينج باودر "baking powder"
- حبة البركة

## الطريقة
- يسخن الزبادي ويوضع في زبدية (صحن) ويوضع عليه السكر والخميرة بنوعيها والملح ويخلط جيداً ويترك 5 دقائق، ثم يوضع الزيت والماء والدقيق ويعجن حتى تصبح لديك عجينة هشة ومتماسكة ثم تترك فترة لتتماسك.
- ثم تؤخذ قطع من العجينة وتحشى بالجبن وترص بجانب بعضها في صينية مدهونة ويرش على الوجه حبة البركة وتدخل الفرن.
- تترك في الفرن حتى يحمر وجهها ثم تخرجها وتضع عليها القطر وتزين.

ملحوظة: هذه الأكلة تعتبر من الأكلات الدسمة ويتم تحضيرها في حوالي نصف ساعة حتى تصبح جاهزة 
وتكفى لعدد 5 افراد وهي من أطباق الحلويات
هذه الصفحة تابعة لمشروع أسبوع الويكي، وتهتم بالمطاعم والطعام